# الجمباز في الألعاب الأولمبية الصيفية 1988 – فردي إيقاعي شامل للسيدات
أقيمت مسابقة الجمباز الإيقاعي الفردي الشامل، في دورة الألعاب الأولمبية الصيفية 1988، تغيرت قواعد مسابقة الجمباز الإيقاعي بعد الألعاب الأولمبية السابقة. تم استبدال جهاز الكرة بالحبل. تنافست تسعة وثلاثون لاعبة جمباز في الجولة التمهيدية، وأكملت كل لاعبة جولة واحدًا بكل جهاز، وتقدمت أفضل عشرين لاعبة جمباز إلى النهائيات. حملت كل متسابقة أكثر من نصف نتيجتها في الجولة التمهيدية (نتيجة الجولة التمهيدية) إلى النهائي، حيث تمت إضافتها إلى نتيجتها في النهائي (النتيجة النهائية). في النهائي قاموا مرة أخرى بأداء جولة واحدة بكل جهاز. تم الحكم على كل روتين من قبل ستة حكام وتم إسقاط أعلى وأدنى الدرجات، وكان متوسط الدرجات الأربع المتبقية هو نتيجة لاعبة الجمباز للروتين. حصلت مارينا لوباتش من الاتحاد السوفيتي على الميدالية الذهبية في مسابقة الجمباز الإيقاعي الأوليمبي بتسجيلها درجات مثالية في جميع التخصصات الأربع للمسابقة في الألعاب الأولمبية في سيول، كوريا الجنوبية عام 1988. وحصلت على 40 نقطة كحد أقصى من الحكام وتحقق أول ميدالية ذهبية في الجمباز الإيقاعي في تاريخ الاتحاد السوفيتي.